# Rohrdommel
Die Rohrdommel (Botaurus stellaris) ist ein Vogel aus der Familie der Reiher (Ardeidae). Im Frühjahr geben die Männchen dumpfe Balzrufe von sich, die kilometerweit zu hören sind und der Rohrdommel früher die volkstümlichen Bezeichnungen Moorochse, Wasserochse, Riedochse und Mooskuh eingetragen haben (Klangbeispielⓘ). In der Abgrenzung zur Zwergdommel wird sie teilweise auch als Große Rohrdommel bezeichnet. Die Rohrdommel lebt verborgen in ausgedehnten Röhrichten.

## Merkmale

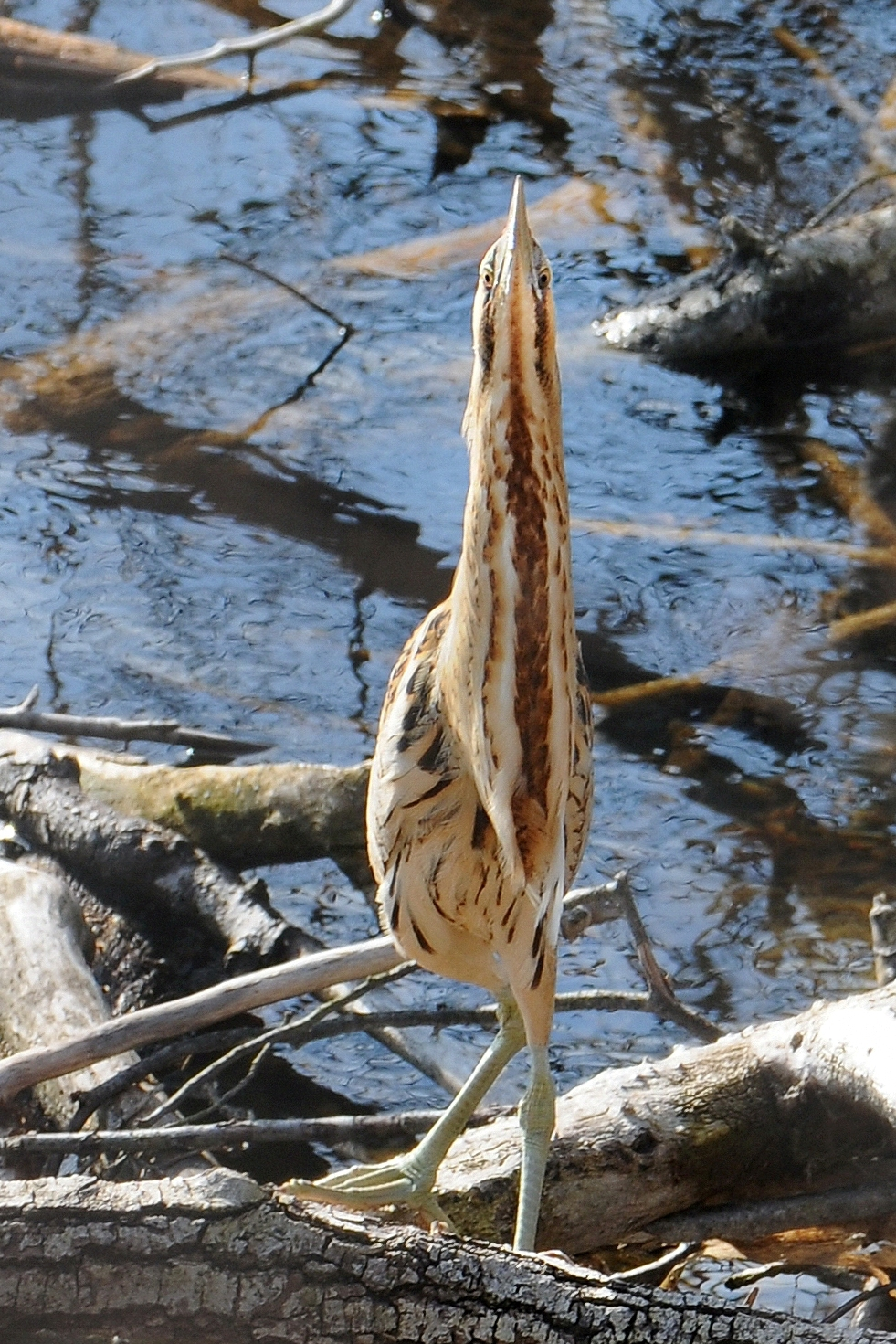
Sogenannte Pfahlstellung

Rohrdommeln erreichen eine Körpergröße von 70 bis 80 Zentimeter. Die Weibchen wiegen zwischen 817 und 1150, die Männchen zwischen 966 und 1940 Gramm. Männchen sind nicht nur auffällig größer als Weibchen, sie sind auch etwas stärker gezeichnet als diese. Das Gefieder weist außerdem geographische Varianten auf. So sind Rohrdommeln in Ostasien etwas auffälliger gezeichnet und wurden deshalb lange Zeit als Unterart eingestuft.
Die Rohrdommel ist damit etwas größer als ein Haushuhn und von gedrungener Gestalt mit kurzem, dickem Hals und kurzen Beinen, einem relativ kurzen, kräftigen grün-gelben Schnabel (an der Spitze mit fein gesägten Hornschneiden). Das Gefieder ist fein schwarz, gelbbraun und weiß gestreift. Kinn und Kehle sind cremeweiß und weisen in der Mitte einen rötlich-braunen Längsstreifen auf.
Das Aussehen und Verhalten der Rohrdommel ist unauffällig. Mit ihrem in warmen Brauntönen gehaltenen, stark gescheckten Federkleid ist sie im Altschilf sehr gut getarnt. Das Federkleid imitiert ein Muster aus Licht und Schatten, das die Konturen des Vogels selbst hinter wenigen Schilfhalmen auflöst. Diese Form der Tarnung wird als Somatolyse bezeichnet. Nähert man sich der Rohrdommel, nimmt sie bis auf geringe Distanz die so genannte Pfahlstellung ein: Mit hochgestrecktem Körper, zum Himmel gerecktem Schnabel, aber dabei zum Beobachten weiterhin nach vorn gerichteten Augen schwankt die Rohrdommel sachte im Rhythmus des sie umgebenden Schilfs; ihre Längsstreifen wirken so wie einzelne Halme. Dieses Verhalten zeigen bereits junge Rohrdommeln, die noch nicht flügge sind.

## Verbreitungsgebiet

Verbreitungsgebiet von Botaurus stellaris
Gelb: brütend
grün: ganzjährig
blau: nicht brütend

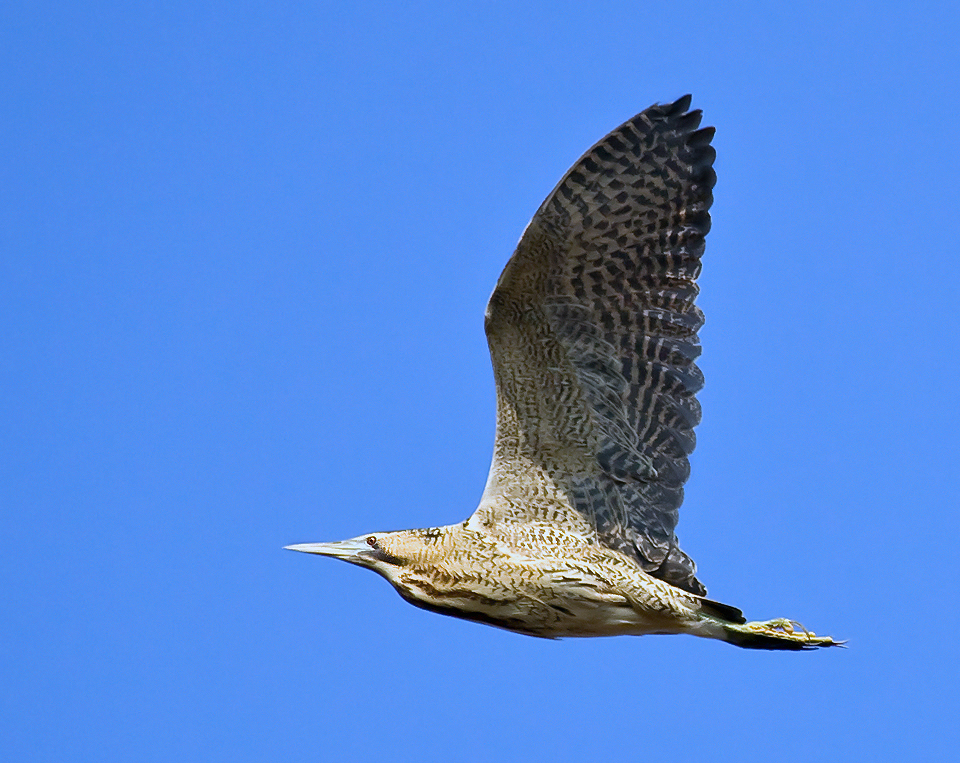
Rohrdommel im Flug, weiblich, Illmitz (Österreich)

Die Unterart Botaurus stellaris stellaris kommt in Eurasien vor, während die Unterart Botaurus stellaris capensis ein Brutvogel im südlichen Afrika ist.
Das Verbreitungsgebiet der Unterart Botaurus stellaris stellaris erstreckt sich von Großbritannien über Schweden, Finnland, Deutschland, Litauen, Italien, dem europäischen Russland bis in den Norden von Marokko und Algerien. Diese Unterart kommt auch in Albanien, Bulgarien, der Türkei, Nordiran, Kasachstan, Aserbaidschan, Turkmenistan, Usbekistan, Tadschikistan, Kirgisien, Afghanistan, Mongolei, Nordchina, Sibirien, Japan und Nord- und Südkorea vor. Die Unterart capensis brütet in den südafrikanischen Provinzen Natal und Transval. Vermutlich ist die Art auch in Sambia ein Brutvogel.
Die Rohrdommel ist ein Teilzieher. Eine Reihe von Rohrdommeln verbleiben in ihrem Brutareal, wenn das Wasser nicht gefriert oder wandern nur in etwas begünstigtere Klimaregionen ab. Einige Populationen wie in England und den Niederlanden sind fast ausschließlich Standvögel. Populationen überwintern in Mitteleuropa, in Osteuropa bis zur Ukraine, im Osten Saudi-Arabiens, Irak, Iran, Turkmenistan, Pakistan, Nordindien, Nepal, Bangladesch, dem Südosten Chinas, Südthailand, dem Norden Malaysias sowie in Libyen, Ägypten und dem Afrika südlich der Sahara. Das Überwinterungsgebiet dort erstreckt sich über Mauretanien, Senegal, Ghana, Gambia, Gabun, Nigeria, Kamerun, Kenia, Nordzaire, Sudan, Äthiopien und Eritrea.

## Lebensraum
Die Rohrdommel lebt bevorzugt in ausgedehnten Verlandungszonen von Seen, Altwässern und Teichen. Besonders wichtig sind gut erhaltene, ausgedehnte Schilf- und Röhrichtbestände, in denen die Vögel geschickt umherklettern, in denen sie ihre Nester bauen können und Schutz finden.
Zur Nahrungssuche benötigt die Rohrdommel eingestreute niedrige Vegetation, z. B. Gräben, Uferbereiche und auch offene Wasserstellen. Während der Fortpflanzungszeit verteidigen sie ihr Nahrungs- und Brutareal energisch. Dabei kommt es sogar zu Angriffen in der Luft. Außerhalb der Fortpflanzungsperiode kann man Rohrdommeln auch in größeren Gruppen beobachten.

## Nahrung und Nahrungserwerb
Das Nahrungsspektrum der Rohrdommel ist sehr groß. Sie ernähren sich überwiegend von Kleinfischen, Fröschen sowie Amphibien und Wasserinsekten. Sie fressen außerdem kleinere Säuger wie etwa Mäuseartige sowie Kleinvögel und räubern auch die Nester von Entenvögeln.

## Verhalten und Zugverhalten
Die Rohrdommel sucht tagsüber und in der Dämmerung nach Nahrung, ruft aber auch nachts. Sie ist kaum zu beobachten, da sie meist versteckt im Schilf lebt. Junge Rohrdommeln streifen (wie viele Reiher) weit umher, während viele der europäischen Brutvögel in ihrem Brutgebiet überwintern, was ihnen in strengen Wintern oft zum Verhängnis wird. Ein großer Teil zieht jedoch im Winter nach West- und Südeuropa oder bis ins tropische Afrika.

## Fortpflanzung und Brut

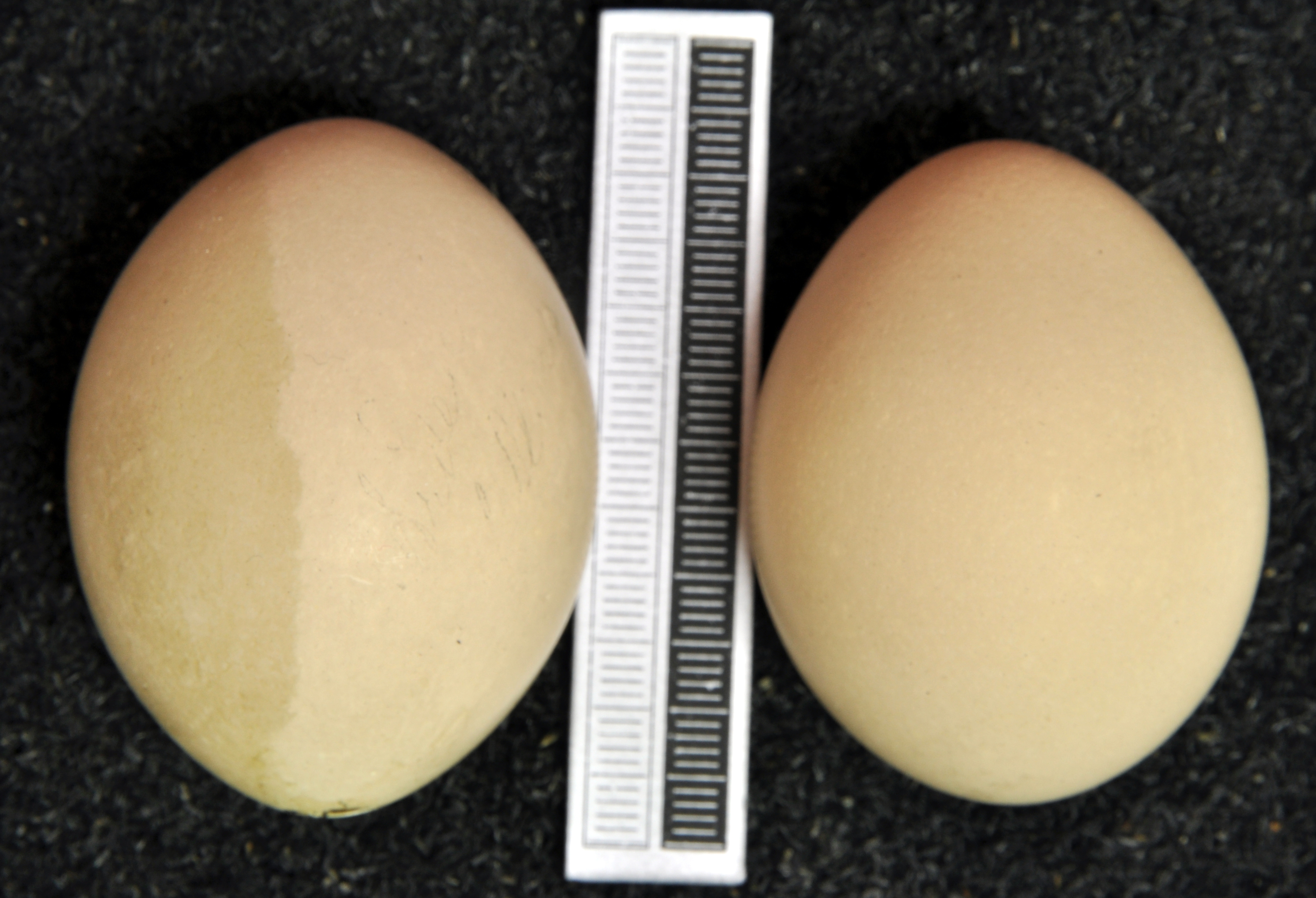
Gelege, Sammlung Museum Wiesbaden

Die Männchen sind polygam und verpaaren sich, wo die Bestände groß genug sind, mit mehreren Weibchen. Sie beteiligen sich nicht am Brutgeschäft oder an der Aufzucht der Jungen. Die Jungen sind Nesthocker und kommen mit ca. zwei Monaten zum Fliegen. Entsprechend den Regeln der nesthockenden Arten sollte die Rohrdommel eigentlich monogam sein. Man weiß aber von männlichen Rohrdommeln mit drei bis fünf, sogar bis sieben brütenden Weibchen, deren Nester in Sternform um ihr Territorium angeordnet sind. Das Nest aus Rohr, Schilf und Seggen ist innen mit Blättern und dürrem Gras gepolstert.
Nach 25–26 Tagen schlüpfen die braun bedunten Nesthocker. Schon nach 8 Tagen nehmen sie bei drohender Gefahr die „Pfahlstellung“ ein; das Nest verlassen sie meist im Alter von 4 bis 5 Wochen (oft aber auch schon nach 2 bis 3 Wochen) und streifen danach in der Umgegend umher, bis sie mit 8 Wochen völlig selbständig und flugtüchtig sind.

## Bestandstrends in Mitteleuropa und Bedrohung

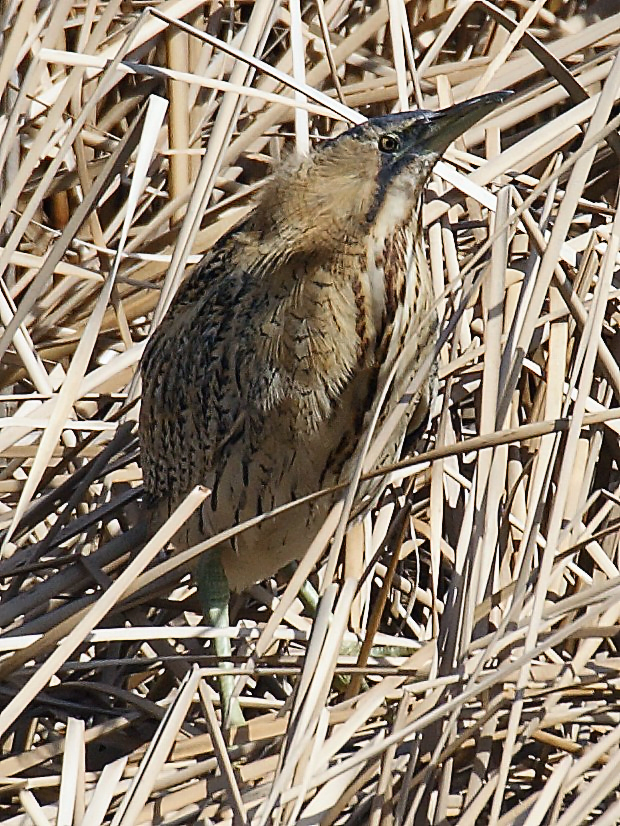

Die Rohrdommel kommt von Nordafrika über die gemäßigten Breiten Europas bis nach Ostasien vor. Der europäische Verbreitungsschwerpunkt findet sich in den weiten Sumpflandschaften Osteuropas. In Polen brüteten in den Jahren 2002/2003 zwischen 4.100 und 4.800 Brutpaare. Größere Rohrdommel-Vorkommen gibt es am Neusiedler See in Österreich sowie an der Mecklenburgischen Seenplatte. In den deutschen Bundesländern Hessen und Baden-Württemberg ist sie als regelmäßiger Brutvogel verschwunden. In Bayern und Nordrhein-Westfalen gibt es nur noch wenige Einzelpaare.
Durch Verlust ihres Lebensraumes, insbesondere Zerstörung von Schilfbeständen oder Entwässerung, ist die Rohrdommel stark gefährdet. An vielen Gewässern haben sich auch Freizeitaktivitäten katastrophal auf den Bestand ausgewirkt, da Rohrdommeln extrem störempfindlich sind. Sie leiden aber auch unter Entwässerungen und Grundwasserabsenkungen, wie sie zum Beispiel im Rahmen von Flurbereinigungen und einer Intensivierung der Landwirtschaft vorkommen. Hinzu kommen natürliche Bestandsschwankungen: In strengen Wintern können einzelne Populationen vollständig ausgelöscht werden. Trotz dieser Empfindlichkeit gegenüber Kältewintern zählt die Rohrdommel zu den Arten, die nach Einschätzungen von Ornithologen nicht von einer Klimaerwärmung profitieren. Prognosen, die auf Klimamodellen beruhen, gehen davon aus, dass die Rohrdommel bis zum Ende des 21. Jahrhunderts ihr Verbreitungsgebiet weiter nach Nordosten verlagert. Im Süden, Westen sowie in Mitteleuropa werden die Bestände dagegen zurückgehen.
Die Rohrdommel steht in Deutschland auf der Roten Liste der Brutvögel in der Kategorie 3 („gefährdet“) und ist nach Bundesnaturschutzgesetz, Bundesartenschutzverordnung streng geschützt. Hier wurden in den Jahren 2005 bis 2009 etwa 950 bis 1.100 Brutpaare gezählt.

## Rezeption

### Weiteres
Der Asteroid des inneren Hauptgürtels (8589) Stellaris ist nach der Rohrdommel benannt (wissenschaftlicher Name Botaurus stellaris). Zum Zeitpunkt der Benennung des Asteroiden am 2. Februar 1999 befand sich die Rohrdommel auf der niederländischen Roten Liste gefährdeter Arten.